# Pałac Woodstock
Pałac Woodstock (ang. Woodstock Palace) – rezydencja królów Anglii istniejąca w Woodstock w hrabstwie Oxfordshire od czasów średniowiecznych do XVII wieku. 
Pierwsze wzmianki, w których budowla określana jest mianem pałacu, pochodzą z XII wieku. Wiadomo, że była to jedna z ulubionych rezydencji króla Henryka I, który założył tam nawet prywatny ogród zoologiczny. Jego wnuk Henryk II uwielbiał z kolei spędzać tam czas ze swoją kochanką.
Wśród ważniejszych wydarzeń, jakie miały miejsce w pałacu, warto wymienić:
- ślub króla Szkocji, Wilhelma I Lwa z księżniczką Ermenegardą, wnuczką z nieprawego łoża króla Henryka I (1186)
- narodziny księcia Edmunda, najmłodszego z synów króla Edwarda I (1301)
- narodziny Edwarda, zwanego Czarnym Księciem, pierworodnego syna króla Edwarda III (1330)
- ślub Jana V, księcia Bretanii, z księżniczką Marią, córką króla Edwarda III (1361)
- uwięzienie późniejszej królowej Elżbiety I

Pałac został doszczętnie zniszczony w czasie angielskiej wojny domowej. Później w jego miejscu wzniesiony został Pałac Bleinheim